# کومیلا آدارشا صدار
کومیلا آدارشا صدار (به لاتین: Comilla Adarsha Sadar) یک منطقهٔ مسکونی در بنگلادش است که در ناحیه کومیلا واقع شده‌است. کومیلا آدارشا صدار ۱۸۷٫۷۱ کیلومتر مربع مساحت دارد.